# Provincia di Yen Bai
Yen Bai (vietnamita: Yên Bái) è una provincia del Vietnam, della regione di Dong Bac. Il nome deriva dal sino-vietnamita (Hán Tự: 安沛). Occupa una superficie di 6.899,5 km² e ha una popolazione di 821.030 abitanti. 
La capitale provinciale è Yên Bái. 

## Distretti
Di questa provincia fanno parte la città di Yên Bái e i distretti di:
- Lục Yên
- Mù Cang Trải
- Trạm Tấu
- Trấn Yên
- Văn Chấn
- Văn Yên
- Yên Bình